# Trotonotus
Trotonotus is een geslacht van vlinders van de familie tandvlinders (Notodontidae), uit de onderfamilie Notodontinae.

## Soorten
- T. bettoni Butler, 1898
- T. castaneus Kiriakoff, 1954
- T. crenulata Bethune-Baker, 1911
- T. crenulatus Bethune-Baker, 1911
- T. fortunatorum Schintlmeister, 1993
- T. nigridorsalis Schintlmeister, 1997
- T. subapicalis Gaede, 1928